# Weinbau in Montana
Weinbau in Montana  bezeichnet den Weinbau im amerikanischen Bundesstaat Montana. Gemäß US-amerikanischem Gesetz ist jeder Bundesstaat und jedes County per definitionem eine geschützte Herkunftsbezeichnung und braucht nicht durch das Bureau of Alcohol, Tobacco, Firearms and Explosives als solche anerkannt zu werden.
Montana hat ein semi-kontinentales Klima. So sind die Winter mit Temperaturen weit unter null Grad Celsius eher polar geprägt. Die Sommer sind dagegen – vor allem im Süden des Staates – heiß. Den gesamten Winter über, von September bis Mai, kann es zu Kaltlufteinbrüchen und Blizzards kommen.
Aufgrund der widrigen Umstände sowie der kurzen Vegetationszeit gibt es einen bedeutenden Anteil von französischen Hybridreben sowie autochthonen Abkömmlingen amerikanischer Wildreben. Darüber hinaus verarbeiten einige Güter Traubenmaterial aus Washington, Oregon und Kalifornien.
Der Rebzüchter Elmer Swenson arbeitete lange an der Zucht neuer, winterharter Reben. An den Rebenzüchtungsinstitut der University of Minnesota im Bundesstaat Minnesota, wo bereits Bluebell und später ein Teil von Swensons Rebsorten entstand, werden seit den 1980er Jahren verstärkte Anstrengungen zur Züchtung extrem winterharter Rebsorten unternommen. In letzter Zeit wurden die Sorten Frontenac, Frontenac Gris, La Crescent und Marquette auf den Markt gebracht.